# 27 Batalion Saperów (1939)

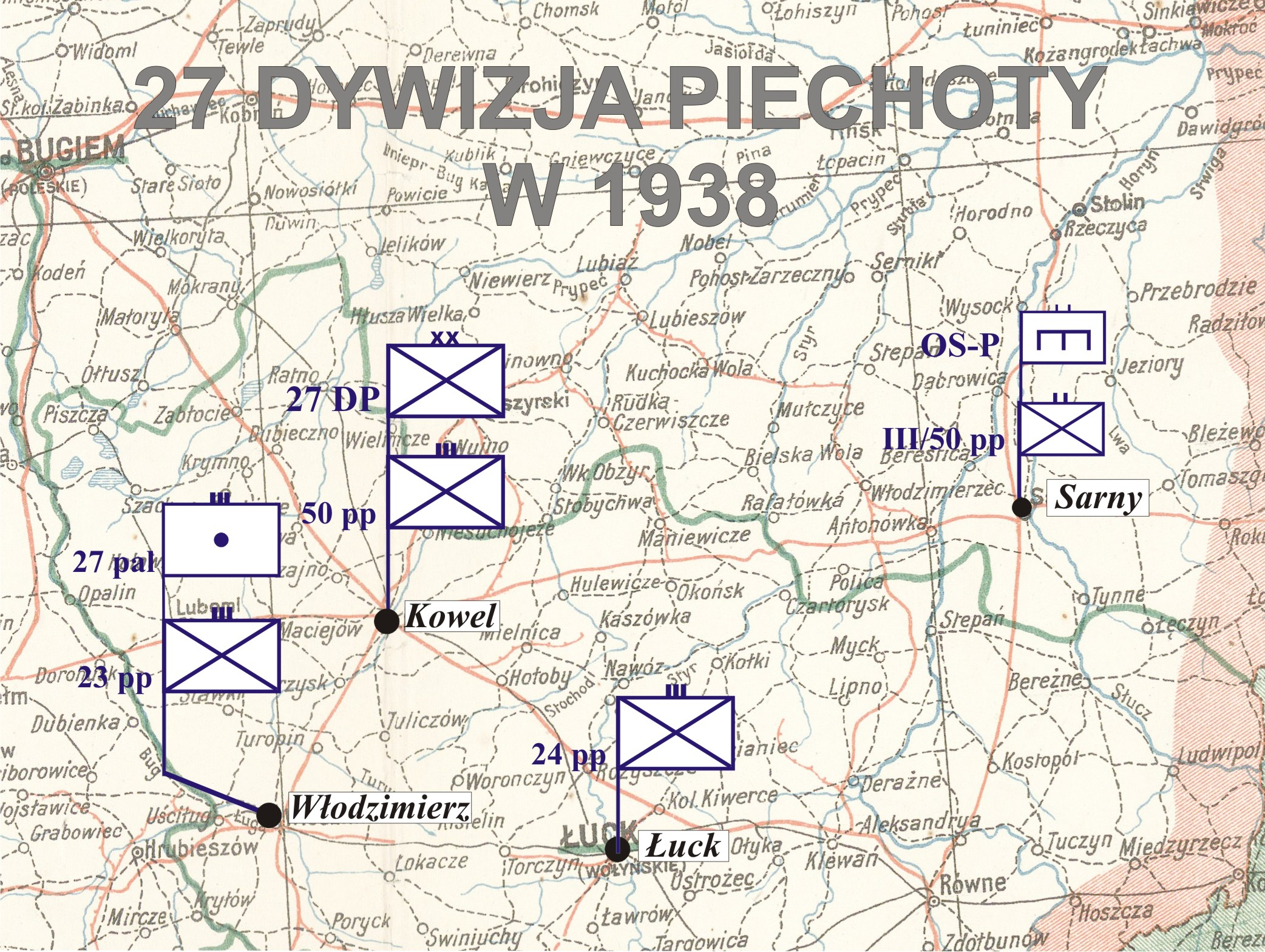
27 DP w 1938

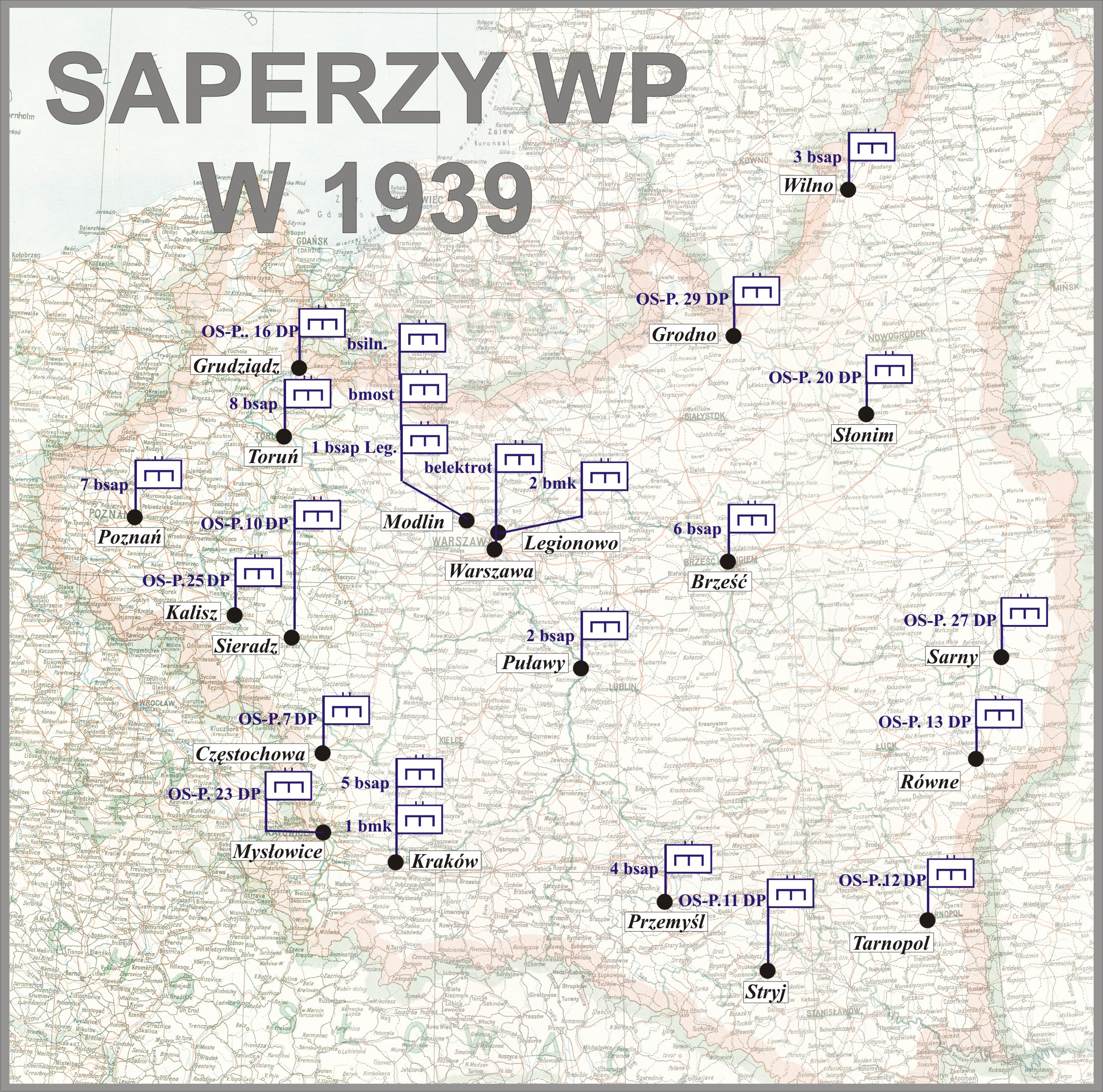
Jednostki saperskie WP w 1939

27 batalion saperów (27 bsap) – pododdział saperów Wojska Polskiego II RP z okresu kampanii wrześniowej.
Batalion nie występował w pokojowej organizacji wojska. Został sformowany w 1939 przez Ośrodek Sapersko-Pionierski 27 Dywizji Piechoty.

## Ośrodek Sapersko-Pionierski 27 Dywizji Piechoty
Na podstawie rozkazu Ministra Spraw Wojskowych L. dz. 2127/tjn. z 22 maja 1937 roku o wydzieleniu kompanii saperów dla 7, 10, 11, 12, 13, 18, 25 i 27 DP oraz utworzeniu 12 ośrodków sapersko-pionierskich został sformowany Ośrodek Sapersko-Pionierski 27 Dywizji Piechoty.
Ośrodek Sapersko-Pionierski 27 Dywizji Piechoty stacjonował w Sarnach, na terenie Okręgu Korpusu Nr II. 
Organizacja i obsada personalna ośrodka
Organizacja i obsada personalna ośrodka w marcu 1939 roku:
- dowódca ośrodka –  mjr Gable Mieczysław
- adiutant – por. Majchrowski Lucjan Ewaryst
- oficer materiałowy – por. Malczewski Władysław Alojzy
- oficer mobilizacyjny – p.o. kpt. Kotowicz Bogumił Jan (*)[c]
- dowódca kompanii saperów – kpt. Sadowski Seweryn Rajmund
- dowódca plutonu – por. Chomczyński Edward
- dowódca plutonu – ppor. Drzewiński Wacław Leon Przemysław
- dowódca plutonu specjalnego – kpt. Kotowicz Bogumił Jan (*)[c]

Ośrodek był jednostką mobilizującą. Zgodnie z planem „W” był odpowiedzialny za zmobilizowanie, w grupie jednostek oznaczonych kolorem zielonym, baonu saperów typ II a nr 27 i drużyny przeprawowej pionierów piechoty nr 27.
13 sierpnia 1939 roku zarządzono mobilizację jednostek zielonych na terenie OK II, w tym jednostek mobilizowanych przez Ośrodek Sapersko-Pionierski 27 Dywizji Piechoty.

## Struktura i obsada etatowa batalionu
Obsada personalna we wrześniu 1939:
Dowództwo batalionu
dowódca – mjr Roman Jan VI Szymanowski
zastępca dowódcy – kpt. Jan Bogumił Kotowicz (kpt. Rajmund Seweryn Sadowski)
oficer żywnościowy – ppor. sap. rez. Władysław Zieliński
- 1 kompania saperów – kpt. Rajmund Seweryn Sadowski (kpt. Jan Bogumił Kotowicz)
- 2 kompania saperów – por. Ewaryst Lucjan Majchrowski
- 3 zmotoryzowana kompania saperów – por. Alojzy Władysław Malczewski